# Libnotes (Goniodineura) bellula
Libnotes (Goniodineura) bellula is een tweevleugelige uit de familie steltmuggen (Limoniidae). De soort komt voor in het Oriëntaals gebied.